# Amoeiro
Amoeiro és un municipi de la província d'Ourense a Galícia. Pertany a la Comarca d'Ourense. Limita amb els municipis de San Cristovo de Cea, Vilamarín, Coles, Ourense, Punxín i Maside.
| 4.490 | 4.580 | 4.169 | 2.593 | 2.322 |
| Fonts: INE i IGE (Els criteris de registre censal variaren i les dades de l'INE i de l'IGE poden no coincidir.) |       |       |       |       |

## Descripció geogràfica
Amoeiro s'emmarca en l'altiplà d'Os Chaos, situada al nord-oest de la vall del Miño. Posseïx unes característiques geogràfiques molt singulars que ho converteixen en una de les comarques millor individualitzades de tota Galícia. Mira a la ciutat d'Ourense per les vores de Palmés i O Castro i dialoga amb el riu Miño per les bocariberes de Santa Cruz i Coles. En general, es tracta d'un terreny pla i fèrtil amb un paisatge homogeni i atractiu que es complementa amb capes forestals a força de pins i eucaliptus.

## Aspectes històrics
L'espai geogràfic d'Amoeiro sembla que va estar habitat des de l'època preromana i romana si s'ha de jutjar per les restes oposades que, encara que escassos, són un fidel reflex de l'existència en el passat de viles i camins romans, així com altres restes de la cultura cèltica. En l'època més recent va pertànyer a Castella i a diverses senyories, entre ells a la casa de Vilamarín. També va estar inclòs en les possessions del monestir cistercenc d'Oseira.